# طوابع مبشري هاواي
طوابع مبشري هاواي هم أول طوابع بريدية لمملكة جزر هاواي، صدرت في عام 1851. وقد عُرفوا باسم "المبشرين" لأنهم كانوا موجودين في المقام الأول على مراسلات المبشرين العاملين في جزر هاواي. لم يبقَ سوى عدد قليل من هذه الطوابع حتى يومنا هذا، ولذلك فهي من بين الطوابع النادرة جداً في عالم الطوابع البريدية.

## خلفية تاريخية
في أوائل القرن التاسع عشر، كان ربابنة السفن ينقلون البريد من وإلى جزر هاواي على أساس مخصص. وبحلول عام 1849، وكأحد الآثار الجانبية لحمى البحث عن الذهب في كاليفورنيا واستيطان كاليفورنيا، ازداد البريد من سان فرانسيسكو وإليها بشكل كبير. واستجابة لذلك، أنشأت حكومة هاواي مكتباً بريدياً وحددت أسعاراً بريدية. وقد أُذن لهنري مارتين ويتني، أول مدير للبريد، بطباعة الطوابع البريدية بهذه الأسعار في يونيو 1851، وهو ما فعله باستخدام مطبعة صحيفة بولينيزيا، وهي صحيفة حكومية أسبوعية.

## الإصدار
طُرحت الطوابع للبيع في 1 أكتوبر 1851، في ثلاث فئات تغطي ثلاثة معدلات: كان طابع السنتان مخصصاً للصحف المتجهة إلى الولايات المتحدة، وكانت قيمة الـ5 سنتات للبريد العادي المتجه إلى الولايات المتحدة، وقيمة الـ13 سنتاً للبريد المتجه إلى الساحل الشرقي للولايات المتحدة، حيث جمعت بين 5 سنتات من رسوم بريد هاواي و2 سنت رسوم شحن و6 سنتات لتغطية المعدل العابر للقارات في الولايات المتحدة.
كان تصميم طابع البريد بسيطًا للغاية، حيث كان يتألف فقط من رقم مركزي للفئة محاطًا بزخرفة طابعة قياسية، مع تكرار الفئة بالكلمات في الأسفل. كُتِب في السطر العلوي "هاواي/رسوم البريد" لقيمتي 2 و5 سنت، وكُتِب "H.I. & U.S. / رسوم البريد" لقيمة الـ13 سنت، مما يعكس دورها غير المعتاد في دفع رسوم بريد بلدين مختلفين. أحيط الطابع ككل بخط رفيع محاط بخط أكثر سمكاً. طُبعت جميع الطوابع بنفس الدرجة من اللون الأزرق على ورق البيلور، وهو ورق رقيق للغاية يشبه ورق المناديل الورقية عرضة للتمزق؛ حيث إن 90% من الطوابع التبشيرية المعروفة تالفة بطريقة ما.
على الرغم من أن الطوابع كانت تُستخدم بانتظام حتى أواخر عام 1856، إلا أنه من بين القيم الأربع التي صدرت لم يتبق منها سوى حوالي 200 طابع فقط (دليل سكوت تريبيل في فهرس سيجل يسرد 197 طابعاً، ولكن انظر أدناه)، منها 28 طابعاً غير مستعمل، و32 طابعاً ملصق على غلاف.
يُعد طابع السنتان أندر طوابع التبشير في هاواي، حيث سجلت 15 نسخة منه، واحدة منها فقط غير مستعملة. عندما باع موريس بوروس هذا الطابع الفريد غير المستعمل في عام 1921 كان السعر 15,000 دولار أمريكي؛ وعندما باع ألفريد هـ. كاسباري نفس الطابع في عام 1963 كان السعر 41,000 دولار، وهو أعلى قيمة دفعت لأي طابع في ذلك الوقت (حتى أكثر من طابع غيانا البريطانية 1c الأرجواني و"مكتب بريد" موريشيوس الأزرق من فئة بنسين والأحمر من فئة بنس واحد). يحيط بهذا الطابع تقاليد مدهشة: في عام 1892، قُتل أحد مالكيه السابقين، غاستون لورو، بسبب هذا الطابع على يد زميله الحسود من هواة جمع الطوابع، هيكتور جيرو.
في فيلم Charade عام 1963، وضع تشارلز لامبرت ثلاثة طوابع ثمينة على مظروف لإخفاء 250,000 دولار كان قد سرقها مع شركائه خلال الحرب العالمية الثانية ولكنه احتفظ بها لنفسه. أحد هذه الطوابع هو أحد طوابع هاواي التبشيرية من فئة 3 سنتات كان الهدف منهُ تمثيل طوابع أندر بقيمة 2 سنت.

## غلاف داوسون

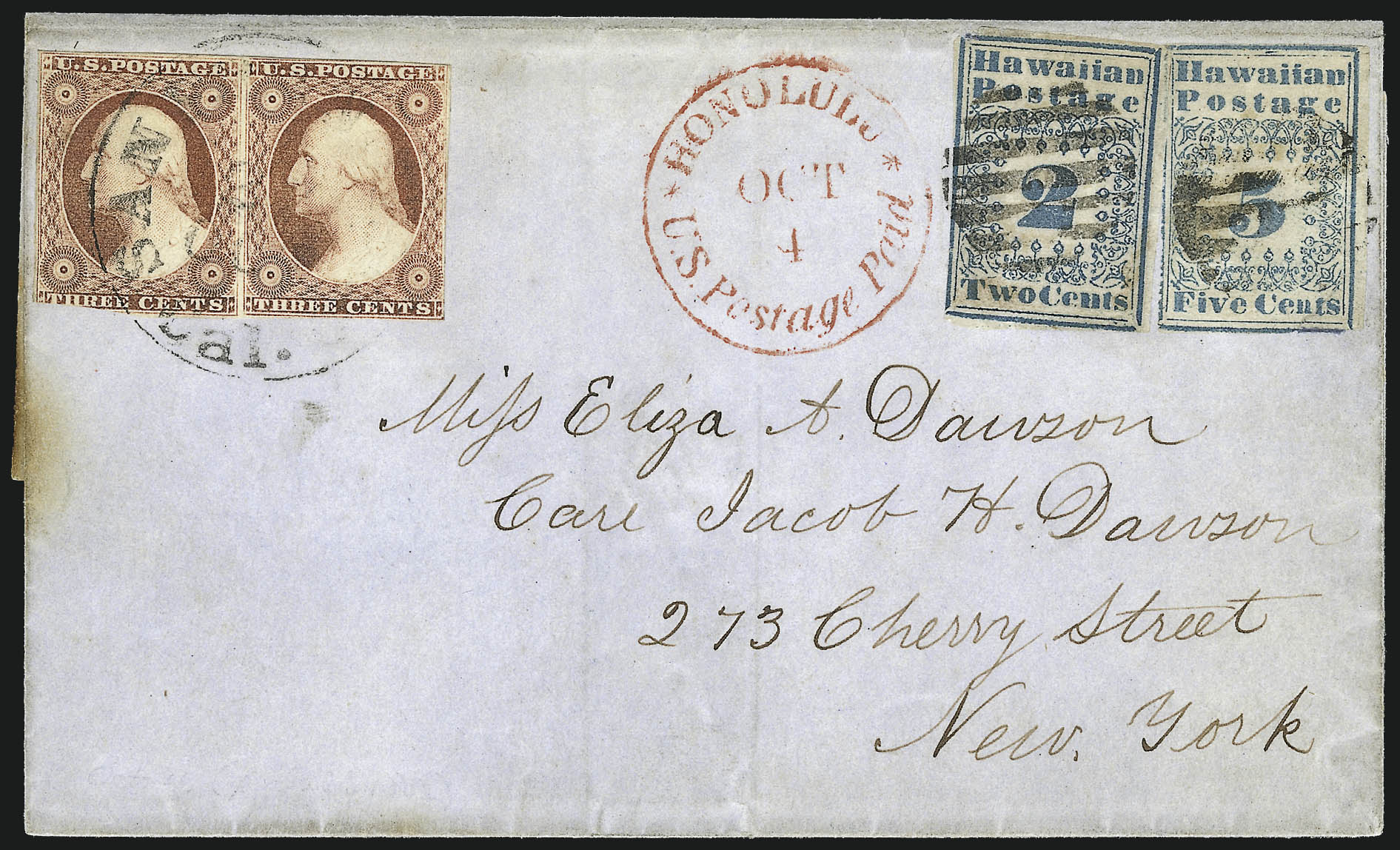
غلاف داوسون

أكثر الأغلفة قيمة من بين جميع الأغلفة التبشيرية هو غلاف أُرسل إلى مدينة نيويورك يحمل الاستخدام الوحيد المعروف لقيمة 2 سنت على الغلاف، بالإضافة إلى قيمة 5 سنت وطابعين من طوابع الولايات المتحدة بقيمة 3 سنت. يُعرف هذا الغلاف باسم غلاف داوسون. كان هذا الغلاف ضمن حزمة من المراسلات التي وُضعت في فرن مصنع حوالي عام 1870، لكنها كانت معبأة بإحكام لدرجة أن النار انطفأت (على الرغم من أن أحد جانبي الغلاف يحمل علامة احتراق). هُجر المصنع؛ وبعد 35 عامًا، اكتشف أحد العمال الذين كانوا ينظفون المصنع لإعادة استخدامه الفرن المحشو، وكان يعرف ما يكفي عن الطوابع ليحفظ الأغطية غير العادية. حصل جورج هـ. ورثينغتون على هذا الغلاف في عام 1905، ثم اشتراه ألفريد هـ. كاسباري في ديسمبر 1917 مقابل 6100 دولار.
وقد تم تداول الأغلفة عدة مرات أخرى: اشتراها الأخوان ويل مقابل 25,000 دولار في عام 1957 لصالح بنجامين دوايت فيليبس وبعد أحد عشر عامًا تخلصا منها من مجموعة فيليبس مقابل 90,000 دولار، وفي مزاد سيجل عام 1995 حققت سعرًا قدره 2.09 مليون دولار أمريكي (1.9 مليون دولار أمريكي بالإضافة إلى 10% علاوة المشتري)، وفي عام 2013 بيعت مقابل 2.24 مليون دولار أمريكي لأحد هواة جمع الطوابع الأمريكيين، مما يجعلها واحدة من أعلى أسعار جميع الطوابع.
قد يكون غلاف داوسون، الذي يظهر على صحيفة التذكارات لعام 2002 (دليل سكوت 3694) دليلاً على صحة معاهدة الصداقة والتجارة والملاحة لعام 1850 بين الولايات المتحدة وهاواي كدولة ذات سيادة. بموجب المادة الخامسة عشرة:
((وبمجرد أن تبدأ البواخر أو غيرها من حزم البريد التي تحمل علم أي من الطرفين المتعاقدين في السير بين موانئ الدخول الخاصة بكل منهما، يتفق الطرفان المتعاقدان على أن يتلقيا في مكاتب البريد في تلك الموانئ جميع المواد البريدية التي يمكن إرسالها إلى أي من البلدين وأن يرسلاها حسب التوجيهات على أن تكون الوجهة المقصودة إلى [بعض] مكاتب البريد العادية في أي من البلدين، مع فرض رسوم البريد العادية التي يحددها القانون في أراضي أي من الطرفين المتلقيين للمواد البريدية المذكورة، بالإضافة إلى رسوم البريد الأصلية للمكتب الذي أرسل منه البريد.))
في 9 سبتمبر 1850، طلب وزير خارجية هاواي، روبرت كريشتون ويلي، من مدير بريد سان فرانسيسكو ج. ب. مور تنفيذ بند تبادل البريد الوارد في المعاهدة بسرعة، لدعم سيادة هاواي ضد أي أطماع فرنسية محتملة في جزر هاواي. وافق مور بحلول أوائل ديسمبر، وافتُتح مكتب بريد هونولولو في 21 ديسمبر 1850.

## مرسلو غرينيل التبشيرية
في عام 1920، ظهر 43 مبشرًا إضافيًا في سوق الطوابع. وقد جاءت هذه الطوابع من تشارلز شاتوك، الذي يبدو أن والدته كانت تتراسل مع صديقة طفولتها أورسولا نيويل إيمرسون، وهي أم لعائلة تبشيرية في هاواي، وقد حصل عليها جورج هـ. غرينيل ثم باعها للتاجر جون كليمان مقابل 65,000 دولار. ولكن في عام 1922، أصبحت أصالة الطوابع موضوع دعوى قضائية، وحُكم بتزويرها.
وقد جرى دراسة أصالة الطوابع في عدد من المناسبات منذ ذلك الحين، لكن الرأي لا يزال منقسمًا. ففي عام 1922، شهد الخبراء أن طوابع غرينيل قد طبعت بالحفر الضوئي وليس بالطباعة اليدوية المتحركة، ولكن في عقد الثمانينيات أكد كيث كوردري أنها على الأرجح مطبوعة على ورق منقوش، ووافقت الجمعية الملكية لهواة الطوابع في لندن على ذلك. وأظهر المزيد من التحليل أن الحبر والورق كانا متوافقين مع أنواع أخرى لعام 1850. ومع ذلك، أعلنت الجمعية الملكية لهواة جمع الطوابع أن الطوابع مزيفة. نُشر كتاب يشرح بالتفصيل النتائج التي توصلوا إليها في عام 2006 بعنوان "التحقيق في طوابع غرينيل هاواي التبشيرية من قبل لجنة الخبراء التابعة للجمعية الملكية لهواة الطوابع بلندن" بقلم باتريك بيرسون.
وفي مايو 2006، أعلنت شركة ميستيك للطوابع أنها استحوذت على 36 نسخة من عائلة غرينيل من أحفاد جورج غرينيل، وأنها ستبيع المجموعة "كما هي" مقابل 1.5 مليون دولار أمريكي.
تم إصلاح العديد من طوابع مبشرو هاواي الباقية، وقد علق ديفيد بيتش على ذلك بأنه من المحتمل أنهم لم يكونوا لينجوا لو لم يكونوا كذلك.

## روابط خارجية
- طوابع بريد هاواي
- طوابع بريد هاواي ، دراسة تفصيلية